# Nowa Schodnia
Pour l’article homonyme, voir Schodnia (Opole).
Nowa Schodnia est une localité polonaise du gmina d'Ozimek dans la voïvodie et le powiat d'Opole.